# Portabilis Tecnologia
A Portabilis Tecnologia é uma empresa brasileira, com sede em Içara (SC), que atua no desenvolvimento de soluções para o governo, especialmente para as áreas de educação e assistência social.
Foi fundada em 2009  por Tiago Giusti e Ricardo Dagostim, obteve relevância após consolidação das  implantações do software público i-Educar, do Portal do Software Público, nos municípios da região da Associação dos Municípios do Extremo Sul Catarinense (AMESC).
A empresa participa ativamente da Comunidade i-Educar, no Portal do Software Público, apoiando usuários interessados e fomentando contribuições relevantes ao software público. Estas contribuições corrigiram inúmeros bugs e adicionaram novos recursos. Também possibilitaram a empresa vencer por duas vezes o Prêmio Ação Coletiva, premiação organizada pela Associação de Tecnologias Abertas (ATA) e patrocinada pela Intel, que objetiva reconhecer as pessoas e organizações que mais contribuem com as soluções do Portal. A Portabilis foi vencedora dos prêmios V Prêmio Ação Coletiva (2011) e VII Prêmio Ação Coletiva (2013).
Sua notoriedade com o software público já foi citada pelo Portal Brasil  do Governo Federal e mais recentemente, o caso de sucesso de um de seus clientes, Monte Alegre (RN), pelo MEC, em razão da geração de economia aos cofres públicos de 2,4 milhões de reais.